# حمرية شليبنية
حمرية شليبنية أو الشجرة المرجانية هي نوع من البقول من الفصيلة البقولية. (الاسم العلمي: Erythrina schliebenii) هي نوع من النباتات تتبع جنس الحمرية من الفصيلة البقولية.

## مكان التواجد
توجد الشجرة المرجانية بزهورها الحمراء الزاهية وجذعها الشوكي، فقط في الغابات النائية في الجنوب الشرقي لدولة تنزانيا. وقد اعتبرت شجرة منقرضة في عام 1998، ولكن أعيد اكتشافها في عام 2001 في بقعة صغيرة من الغابات. ومع ذلك، كانت تلك البقعة قد أجيزت لزراعة نباتات إنتاج الوقود الحيوي.

كان هناك تخوّف من أن الشجرة المرجانية قد انقرضت مرة أخرى، حتى تم إعادة اكتشافها ثانية في عام 2011. ويوجد منها الآن في البرّية ما لا يزيد عن 50 نبتة كاملة النمو، وفي منطقة وحيدة وغير محمية.